# 一条命
一条 命（いちじょう みこと）は、日本のAV女優。ジーアースエンターテイメント（クルーズグループ）所属。
身長:153cm。スリーサイズ:B80(C-70)・W58・H85cm。

## 略歴・人物
2009年より着エログラビアなどの活動をした後、2010年にAVデビューしたギャル系のAV女優である。

## 出演作品

### アダルトビデオ
2010年
- groovin' 7（5月25日、デジタルアーク）
- なまゲッChuで、ぎゃるゲッChu。 7（6月2日、プレステージ）
- The gal's NIGHT 9 裏ブチアゲPARTY（6月3日、グローリークエスト）共演:三浦加奈、秋川みなみ、星崎キララ、安西ちか
- ギャルフェラチオ（6月11日、クリスタル映像）他多数出演
- ギャルズトーク SP.02（6月11日、プレステージ）共演:RIA、尾上ライナ、美夕、松下はるか
- 「脚コキ学園」 女子校生の脚でシゴかれたい!（6月18日、セックスエージェント）他出演:大沢美加、尾上ライナ、平塚ゆい、直嶋あい、愛音ゆり
- フェラチオマエストロ 極上濃厚口内射精集。（6月18日、セックスエージェント）他出演:大沢美加、直嶋あい、妃悠愛、尾上ライナ、早乙女らぶ、美咲りん、平山みな、水野えみり、君嶋みゆ、中野ひなた
- トモダチゎみんなギャルだけど、ギャル男がカレシってのはなぃし（6月25日、BALTAN）
- groovin’ Di3 LIMITED EDITION 001 （6月25日、デジタルアーク）
- 顔面騎乗されてシコられちゃった!（7月16日、セックスエージェント）他出演:武藤クレア、仲村美緒、このは、高倉舞
- 女子コーセーの極エロ丸見え正常位。（7月16日、セックスエージェント）他多数出演
- ミクロヌード 10 “超接写”女体分解（7月20日、プールクラブ・エンタテインメント）他出演:あんなさくら、松岡美咲、清瀬リアナ、星崎キララ
- ギャルテコ（9月17日、セックスエージェント）他出演:桐生さくら、泉麻那、RUMIKA、武藤クレア、尾上ライナ、沢村サリナ、八神れおん

## 電子書籍

### デジタル写真集
- CPS 一条命 写真集 “CUTE” （2009年8月16日、CPS）
- CPS 一条命 写真集 “SEXY” （2009年8月16日、CPS）
- CPS 一条命 写真集 “Reverse” （2009年12月31日、CPS）